# Urrea de Gaén
Urrea de Gaén – gmina w Hiszpanii, w prowincji Teruel, w Aragonii, o powierzchni 41,12 km². W 2011 roku gmina liczyła 516 mieszkańców.